# 人身売買及び他人の売春からの搾取の禁止に関する条約
人身売買及び他人の売春からの搾取の禁止に関する条約（じんしんばいばいおよびたにんのばいしゅんからのさくしゅのきんしにかんするじょうやく）は、売春とこれを目的とする人身売買を禁止するために1949年（昭和24年）12月2日に国際連合総会決議317（IV）により採択された国際人権条約である。1951年7月25日に発効した。
略称は人身売買禁止条約。

## 条約採択の歴史的背景
当条約の目的は
- 1937年（昭和12年）に従来の人身売買、性的搾取に関する諸条約
- 1904年（明治37年）の「醜業ヲ行ハシムル為ノ婦女売取締ニ関スル国際協定」
- 1910年（明治43年）の「醜業ヲ行ナワシムル為ノ婦女売買禁止ニ関スル国際条約」
- 国際連盟によって採択された1921年（大正10年）の「婦人及児童ノ売買禁止ニ関スル国際条約」
- 1933年（昭和8）の「成年婦女子の売買禁止に関する国際条約」[1]

これら5つの条約を統合して包括的な条約を制定する試みに由来し、その事実が前文に明記されている。そして『売春及びこれに伴う悪弊である人身売買は、人のしての尊厳及び価値に反し、かつ、個人、家族及び社会の福祉をそこなう』ことが冒頭に記されている。

## 条約の概要
当条約は第1条で『売春を目的として他の者を、その者の同意があった場合においても、勧誘、誘引すること』と『本人の同意があっても、その売春から搾取すること』を禁じている。第2条は売春宿の経営を禁じ、第3条はその未遂行為も禁じている。第5条は外国人の被害者に自国民と同等の権利を明記し、第16条は売春の防止とこの条約の違反行為の被害者の更生と社会的補導のための措置を奨励し、第19条は被害者の送還及び保護について規定している。第20条では求職者、特に婦人と児童が売春の危険に晒されないよう職業紹介事業の監督のための手段を講じることが明記され、さらに第22条はこの条約の解釈と適応に関して紛争が生じた場合には、いずれかの紛争当事国の請求により国際司法裁判所に付託するものとすることが規定される。

## 各国の加盟状況
2012年現在の加盟国は82カ国で、署名国は25カ国である。署名国の内アメリカ、イギリスを含む13カ国が未批准の状態にある。日本は戦前に本条約の前身である従来の人身売買、性的搾取に関する諸条約、「醜業ヲ行ハシムル為ノ婦女売取締ニ関スル国際協定」、「醜業ヲ行ナワシムル為ノ婦女売買禁止ニ関スル国際条約」「婦人及児童ノ売買禁止ニ関スル国際条約」の3条約に1925年までに批准しており、本条約にも1958年4月11日の国会承認を経て、同年5月1日に加入し、同年7月30日に効力が発生している。

## 関連資料
- 「1373　第18巻　人身売買及び他人の売春からの搾取の禁止に関する条約（日・英・仏・中・露・西）1950・3・21（1951・7・25）」『条約集 第36集 第1-27巻 第27集 追補』。国会図書館図書館送信対象。
- 「人身売買及び他人の売春からの搾取の禁止に関する条約」『多数国間条約集』550号、外務省条約局、1959年、1019頁。国会図書館図書館送信対象。
- 「（十一）人身売買及び他人の売春からの搾取の禁止に関する条約」『婦人参政関係資料集』、婦選会館、50頁-。国会図書館図書館送信対象。
- 「人身売買及び他人の売春からの搾取の禁止に関する条約」『月刊婦人展望』(通巻第246号)、市川房枝記念会出版部、1975年10月、44-47頁。国会図書館図書館送信対象。